# 陈思思 (歌手)
陈思思（1976年12月28日—），籍贯江苏南京，生于湖南常德，中国歌唱家，中国共产党党员，中国人民解放军第二炮兵政治部文工团副团长、大校军衔，曾担任第十届全国人大代表、全国青联常委。陈思思数度登上中国中央电视台春节联欢晚会，对慈善事业有贡献。师承金铁霖、李双江。

## 生平

### 早年生涯
1976年，陈思思出生在湖南省常德市，曾就读于常德市七中，1990年，陈思思考入怀化学院，1995年，陈思思考入湖南师范大学音乐系本科，后又在解放军艺术学院、中国音乐学院声歌系读书。1999年，陈思思进入中国人民解放军第二炮兵政治部文工团，后升职为解放军第二炮兵政治部文工团副团长。

### 职业生涯
1995年，陈思思演唱新民歌《情哥哥去南方》，在中国大陆歌坛“民族音乐”新秀崛起。 后来，陈思思陆续出版专辑《情哥哥去南方》、《中国女孩》、《刘三姐》、《你让我感动》、《共度好时光》、《锦绣年代》。
2009年，陈思思赴台湾举办个人演唱会，是首位中国大陆赴台湾举办音乐会的歌手，由于陈思思是中国共产党党员和中国人民解放军中人物，內政部入出国及移民署召开联审会，并且经过军方点头后放行，陈思思在台湾有一个姑姑是书法家詹秀容。

## 作品

### 著作
- 散文集《思路花语》

### 电视剧
| 年份   | 中文名称 | 角色   | 合作演员                   | 导演   | 备注 |
| ------ | -------- | ------ | -------------------------- | ------ | ---- |
| 2000年 | 屈原     | 杜若子 | 蒋恺、谭非翎、王姬、武利平 | 张今标 |      |

### 音乐专辑
- 《情哥哥去南方》
- 《中国女孩》
- 《刘三姐》
- 《你让我感动》
- 《共度好时光》
- 《锦绣年代》

### 演唱会
2009年10月31日，台北国父纪念馆“美丽之路——陈思思台北音乐会”。
2011年8月6日，澳门辛亥百年“美丽之路”陈思思澳门演唱会；
2012年5月20日，香港红磡，庆祝回归十五周年陈思思演唱会。

## 奖项
| 年份 | 作品 | 奖项                                       | 是否得奖 | 备注  |
| ---- | ---- | ------------------------------------------ | -------- | ----- |
| 2003 |      | 全国军旅歌曲大赛金奖                       | 獲獎     | [ 6 ] |
| 2004 |      | 第八届全军文艺会演演唱类节目一等奖         | 獲獎     | [ 6 ] |
| 2004 |      | 中央人民广播电台全国听众最受欢迎的女歌手奖 | 獲獎     | [ 6 ] |
| 2004 |      | 中宣部“五个一”工程奖                       | 獲獎     | [ 6 ] |
| 2004 |      | 全国电视文艺“星光奖”                       | 獲獎     | [ 6 ] |
| 2004 |      | 中国电视金鹰奖                             | 獲獎     | [ 6 ] |
| 2004 |      | 中国中央电视台“音乐盛典”最佳女民歌手奖     | 獲獎     | [ 6 ] |
| 2005 |      | 中国民歌榜“最受媒体关注奖”                 | 獲獎     | [ 6 ] |
| 2005 |      | 中国民歌榜“最受欢迎歌手奖”                 | 獲獎     | [ 6 ] |
| 2005 |      | 第11届全球华语音乐榜最佳民歌奖             | 獲獎     | [ 6 ] |
| 2005 |      | 解放军总政治部国家一级演员                 | 獲獎     | [ 6 ] |
| 2006 |      | 中国中央电视台“音乐盛典”最佳民歌手奖       | 獲獎     | [ 6 ] |
| 2006 |      | “东南劲爆音乐榜”最佳民歌手奖               | 獲獎     | [ 6 ] |